# Hieracium obtexum
Hieracium obtexum es una especie de planta con flor del género Hieracium, de la familia Asteraceae, orden Asterales.

## Distribución
Hieracium obtexum se distribuye por Suecia y Noruega.

## Taxonomía
Fue descrita científicamente por Dahlst. ex Johanss.